# Оберкуннерсдорф
Оберкуннерсдорф (нем. Obercunnersdorf) — бывшая коммуна на востоке немецкой федеральной земли Саксония. С 1 января 2013 года входит в состав общины Котмар.
Подчиняется административному округу Дрезден и входит в состав района Гёрлиц. Население составляет 2057 человек (на 31 декабря 2010 года). Занимает площадь 15,62 км².

## География
Район Оберкуннерсдорф простирается в долине ручья Куннерсдорфер-Вассер (нем. Cunnersdorfer Wasser), примерно в семи километрах к югу от Лёбау. К югу от деревни возвышается Котмар высотой 583 м, где берёт начало один из 3 источников Шпрее.

## История
Деревня Кунрадисдорф недалеко от Лёбау впервые упоминается в документе в 1221 году. Место, со 2-й половины 15-го века называемое Ной-, Нидер- и Обер-Кунерсдорф, принадлежало капитулу собора св. Петра в Баутцене. Приходская церковь в Оберкуннерсдорфе, известная с 1527 года, была с 1597 по 1819 год дочерним приходом котмарсдорфской церкви и находилась под патронажем баутценского соборного капитула. В настоящее время церкви Котмарсдорфа и Оберкуннерсдорфа являются сестринскими церквями; церковь Нидеркуннерсдорфа принадлежит последней с 1932 года. Вместе они образуют приход Святой Варвары.
Оберкуннерсдорф, наряду с деревней Диттельсфорф (в составе Циттау), известен своими традиционными деревянными каркасными домами и обладает почётным званием памятника ЮНЕСКО. В 1995 году Оберкуннерсдорф занял третье место в национальном конкурсе самых красивых деревень, а в 2001 году стал победителем конкурса Entente Florale Europa (самые красивые цветочные деревни Европы).
1 января 2013 года Оберкуннерсдорф, Нидеркуннерсдорф и Эйбау объединились в общину Котмар.